# Starz (альбом)
Starz — четвёртый студийный альбом шведского рэпера Yung Lean, выпущенный 15 мая 2020 года на лейбле YEAR0001.

## Предыстория и создание
Starz был записан в студиях в Лос-Анджелесе, Швеции и Португалии.

## Релиз и продвижение
26 февраля 2020 года Yung Lean выпустил сингл «Boylife in EU», который вместе с клипом был положительно восприняты. 27 марта 2020 года Yung Lean загрузил 44-секундный тизер под названием «Starz», в котором был представлен микс новых песен и подтверждён релиз нового проекта. Yung Lean должен был начать свой тур «Starz» в конце марта, но был отменён из-за глобальной пандемии COVID-19. 2 апреля 2020 года Yung Lean транслировал 45-минутный концерт из задней части грузовика в неизвестном месте, в потоке которого была представлена смесь песен из предыдущих работ, а также недавно выпущенная «Boylife in EU». 14 апреля 2020 года был выпущен второй сингл «Violence (+ Pikachu)», сингл «Pikachu» был выпущен полностью 29 апреля 2020 года. Yung Lean начал выпускать ежедневные фрагменты каждой песни в своих социальных сетях, где стала известна дата выхода альбома, каждый фрагмент сопровождался визуальным сопровождением песни.
Видео в Instagram Yung Lean и рэпера Playboi Carti, работающих вместе в студии, заставило поклонников поверить, что Playboi Carti станет гостем в Starz, в связи с чем были большие ожидания. В утечке альбома за неделю до официального релиза присутствовал Playboi Carti на треке «Yayo», но в официальном релизе альбома рэпер отсутствовал. Позже Yung Lean уточнил, что лейбл Playboi Carti удалил его куплет из песни.

## Отзывы
| Совокупная оценка | Совокупная оценка |
| Источник          | Оценка            |
| ----------------- | ----------------- |
| Metacritic        | 68/100            |
| Оценки критиков   |                   |
| Источник          | Оценка            |
| Clash             | 7/10              |
| Exclaim!          | 6/10              |
| NME               | [ 12 ]            |
| Pitchfork         | 5.5/10            |

На Metacritic, которая присваивает нормализованный рейтинг из 100 отзывам основных критиков, альбом получил средний балл 68, основанный на 7 отзывах.

## Список треков
Слова и музыка всех песен — Yung Lean.
| №                   | Название                         | Продюсер(ы)             | Длительность |
| ------------------- | -------------------------------- | ----------------------- | ------------ |
| 1.                  | «My Agenda»                      | Whitearmor              | 2:09         |
| 2.                  | «Yayo»                           | Whitearmor              | 2:37         |
| 3.                  | «Boylife In EU»                  | Whitearmor              | 3:36         |
| 4.                  | «Violence»                       | Whitearmor              | 2:52         |
| 5.                  | «Outta My Head»                  | Whitearmor              | 2:51         |
| 6.                  | «Dance In The Dark»              | Whitearmor Yung Sherman | 2:53         |
| 7.                  | «Acid At 7/11»                   | Whitearmor              | 3:12         |
| 8.                  | «Starz» (при участии Ariel Pink) | Whitearmor              | 4:20         |
| 9.                  | «Hellraiser»                     | Whitearmor Yung Sherman | 2:25         |
| 10.                 | «Butterfly Paralyzed»            | Whitearmor              | 2:37         |
| 11.                 | «Dogboy»                         | Whitearmor              | 2:16         |
| 12.                 | «Iceheart»                       | Whitearmor Yung Sherman | 2:08         |
| 13.                 | «Pikachu»                        | Whitearmor              | 2:07         |
| 14.                 | «Low»                            | Whitearmor              | 2:44         |
| 15.                 | «Sunset Sunrise»                 | Whitearmor              | 2:32         |
| 16.                 | «Put Me In A Spell»              | Whitearmor              | 2:56         |
| Общая длительность: | Общая длительность:              | Общая длительность:     | 44:15        |

Примечания
- На песне «Yayo» изначально было гостевое участие от американского рэпера Playboi Carti[13].

## Чарты
| Чарт (2020)                | Высшая позиция |
| -------------------------- | -------------- |
| Швеция (Sverigetopplistan) | 39             |